# جيمس فالون
جيمس إتش فالون (18 أكتوبر 1947 - 20 نوفمبر 2023) كان عالم أعصاب أمريكي. كان أستاذًا للطب النفسي والسلوك البشري وأستاذًا فخريًا في علم التشريح وعلم الأعصاب في كلية الطب بجامعة كاليفورنيا، إيرفين . شملت اهتماماته البحثية الخلايا الجذعية البالغة ، وعلم التشريح العصبي الكيميائي والدوائر الكهربائية، ووظائف المخ العليا، وتصوير المخ .
فالون، الذي ذكر أنه لديه الارتباطات العصبية والوراثية للاعتلال النفسي ،  صنف نفسه على أنه "مريض نفسي اجتماعي". في أكتوبر 2013، تم إصدار كتابه، "المريض النفسي من الداخل: رحلة شخصية لعالم أعصاب إلى الجانب المظلم من الدماغ" ، بواسطة Current (التي استحوذت عليها Penguin). 

## الحياة الشخصية
وُلِد جيمس إتش فالون لعائلة إيطالية أمريكية كواحد من ستة أطفال.  كان له أيضًا أصول إنجليزية وأيرلندية من خلال المستوطن الاستعماري في نيويورك توماس كورنيل ، الذي أدين بقتل والدته وأُعدم في عام 1667. ذكر فالون العديد من جرائم القتل التي وقعت في خط عائلة كورنيل الذي شاركه مع ليزي بوردن وناقش جيناته وجينات عائلته في بث إذاعي وطني عام . 
كان لدى فالون وزوجته ديان ابنتان، شانون وتارا، وابن واحد، جيمس. كان لديه خمسة أحفاد وحفيد كبير. 
توفي فالون في 20 نوفمبر 2023، عن عمر يناهز 76 عامًا. 

## الحياة الأكاديمية
حصل فالون على تدريبه الجامعي في علم الأحياء والكيمياء في كلية سانت مايكل في فيرمونت  وحصل على درجة في علم النفس والفيزياء النفسية من معهد رينسيلير للفنون التطبيقية في نيويورك. حصل على تدريب الدكتوراه في علم التشريح العصبي وعلم وظائف الأعصاب في كلية الطب بجامعة إلينوي ، وتدريب ما بعد الدكتوراه في علم التشريح العصبي الكيميائي في جامعة كاليفورنيا في سان دييغو . كان أستاذًا لعلم التشريح وعلم الأعصاب في جامعة كاليفورنيا في إيرفين ، حيث عمل رئيسًا لهيئة التدريس بالجامعة ورئيسًا لكلية الطب. 
كان فالون باحثًا في منحة سلون ، وزميلًا أول في منحة فولبرايت ، وحائزًا على جائزة المعاهد الوطنية للصحة ، وحصل على مجموعة من الدرجات الفخرية والجوائز. كان عضوًا في العديد من مجالس إدارة الشركات ومراكز الأبحاث الوطنية في مجالات العلوم والتكنولوجيا الحيوية والفنون والجيش الأمريكي.[بحاجة لمصدر]
كان فالون خبيرًا في مجال "الإدراك والحرب" لدى البنتاغون. 
قدم فالون مساهمات علمية مهمة في العديد من المواضيع العصبية، بما في ذلك اكتشافات TGF ألفا وعامل نمو البشرة . وكان أول من أظهر تحفيزًا واسع النطاق للخلايا الجذعية البالغة في الدماغ المصاب باستخدام عوامل النمو. كما قدم مساهمات في مجالات مرض الفصام ، ومرض باركنسون ، ومرض الزهايمر ، ودور العداء والجنس في إدمان النيكوتين والكوكايين . تم الاستشهاد به لأبحاثه في علم الأحياء الأساسي للدوبامين والنورادرينالين وببتيدات الأفيون في الدماغ، واتصالات القشرة والجهاز الحوفي والعقد القاعدية في الحيوانات والبشر. نشر في مجال تصوير الدماغ البشري باستخدام التصوير المقطعي بالإصدار البوزيتروني، والتصوير بالرنين المغناطيسي ، وتقنيات التصوير الانتشاري الموتر، والمجال الجديد لتصوير علم الوراثة . 

## أعمال أخرى
بالإضافة إلى أبحاثه في علم الأعصاب، ألقى جيمس فالون محاضرات وكتب حول مواضيع تتراوح بين الفن والدماغ، والهندسة المعمارية والدماغ، والقانون والدماغ، والوعي ، والإبداع، ودماغ القاتل النفسي ، وحرب فيتنام. كتب كتاب دموع فيرجا: القصة الحقيقية لرحلة جندي إلى فيتنام ، والذي نشرته دار ديكنز للنشر في عام 2001. 
ظهر فالون في العديد من الأفلام الوثائقية والبرامج الإذاعية والتلفزيونية. من عام 2007 إلى عام 2009، ظهر في سلسلة قناة التاريخ حول العلوم والتكنولوجيا ( Star Wars Tech ، Spider-Man Tech)، و CNN ، وPBS ، و BBC ، و ABC لعمله على الخلايا الجذعية ، وعوامل النمو ، وعلم الأمراض النفسية ، وهندسة الأنسجة ، والأطراف الصناعية الذكية ، والفصام ، والسلوك البشري والحيواني والأمراض.[بحاجة لمصدر]
في 18 نوفمبر 2009، ظهر فالون بدور نفسه في المسلسل الدرامي الإجرامي Criminal Minds على قناة CBS، والذي يستكشف نظريته حول العنف عبر الأجيال في مناطق العالم التي تشهد نوبات متواصلة من الإرهاب والحرب والعنف.[بحاجة لمصدر]
خضع كل من فالون وعائلته لتصوير وظيفي للدماغ وتحليلات جينية للبحث عن أنماط دماغية وجينية محتملة مرتبطة بالعنف. 
ظهرت فالون في إنتاج بي بي سي "هل أنت طيب أم شرير؟" حيث كشف عن اكتشافه أنه هو نفسه لديه الارتباطات العصبية والوراثية للاضطراب النفسي . صرح فالون أنه على الرغم من أنه أظهر سلوكًا قاسيًا في حياته، وخاصة عندما كان أصغر سنًا، إلا أنه يعتقد أن تجاربه الإيجابية في الطفولة تنفي أي ضعف وراثي محتمل للعنف والقضايا العاطفية. 
كان فالون ليبراليًا من الناحية السياسية، ولاأدريًا من الناحية الدينية. 

## روابط خارجية
- صفحة أعضاء هيئة التدريس جيمس هـ. فالون على UCI.edu
- جيمس فالون في قاعدة بيانات الأفلام على الإنترنت
- Jim Fallon في مؤتمر تيد
- الدكتور جيمس فالون يجعل من كونه مريضًا نفسيًا أمرًا ممتعًا ، مقابلة أجراها روك مورين في فايس ، 5 أكتوبر 2014